# Knihkupectví Hledající
Knihkupectví Hledající je česká firma, založená v lednu 1991.
V prvních dvou letech bylo provozováno v amatérských podmínkách ve vlastním bytě, postupně bylo přemístěno do prostor na adrese Za Pohořelcem 12 v Praze 6 s plochou cca 100 m² v členěném patrovém prostoru. V roce 2018 mělo knihkupectví 2 zaměstnance.

## Sortiment
Knihkupectví je zaměřeno na esoteriku, alternativní medicínu (ájurvéda, čínská medicína, reiki, homeopatie, léčitelství) a oblasti související (astrologie, numerologie, buddhismus, psychologie atd.).

## Ocenění
V roce 2008 se projekt knihkupectví umístil na 1. místě krajského kola soutěže Živnostník roku a postoupil tak do celostátního kola. Na základě tohoto umístění byly natočeny o knihkupectví dvě reportáže Českou televizí.